# Alexandru Martin
Alexandru Martin (n. 12 octombrie 1883, Ictar, comitatul Timiș, Regatul Ungariei – d. 1932, Timișoara, Regatul României) a fost un  deputat în Marea Adunare Națională de la Alba Iulia, organismul legislativ reprezentativ al „tuturor românilor din Transilvania, Banat și Țara Ungurească”, cel care a adoptat hotărârea privind Unirea Transilvaniei cu România, la 1 decembrie 1918.

## Biografie
A frecventat cursurile Gimnaziului german de stat din Timișoara.
A fost funcționar la filiala din Lugoj a Băncii „Albina”, a fost trimis pe frontul din Galiția și a participat în toamna anului 1918, la organizarea românilor din jurul Lugojului.
A fost delegat din partea Cercului electoral Recaș, la Marea Adunare Națională de la Alba – Iulia din 1 decembrie 1918 la care s-a decretat unirea Transilvaniei cu România.